# Dynoides dentisinus
Dynoides dentisinus är en kräftdjursart som beskrevs av Shen 1929. Dynoides dentisinus ingår i släktet Dynoides och familjen klotkräftor. Inga underarter finns listade i Catalogue of Life.